# Züttlingen
Züttlingen ist ein Ortsteil der Stadt Möckmühl im Landkreis Heilbronn im nördlichen Baden-Württemberg mit rund 1300 Einwohnern.

## Geographie
Züttlingen liegt im Tal der Jagst etwa vier Kilometer südwestlich von Möckmühl. Zu Züttlingen zählen der Weiler Ernstein, die Höfe Habichtshöfe, Maisenhälden und Seehof sowie die Wohnplätze Assumstadt und Schloss Domeneck. Abgegangene, heute nicht mehr bestehende Orte sind auf Markung Züttlingen Ammerlanden, Gießübel, Habichtshof und Burg Erenstein.

## Geschichte

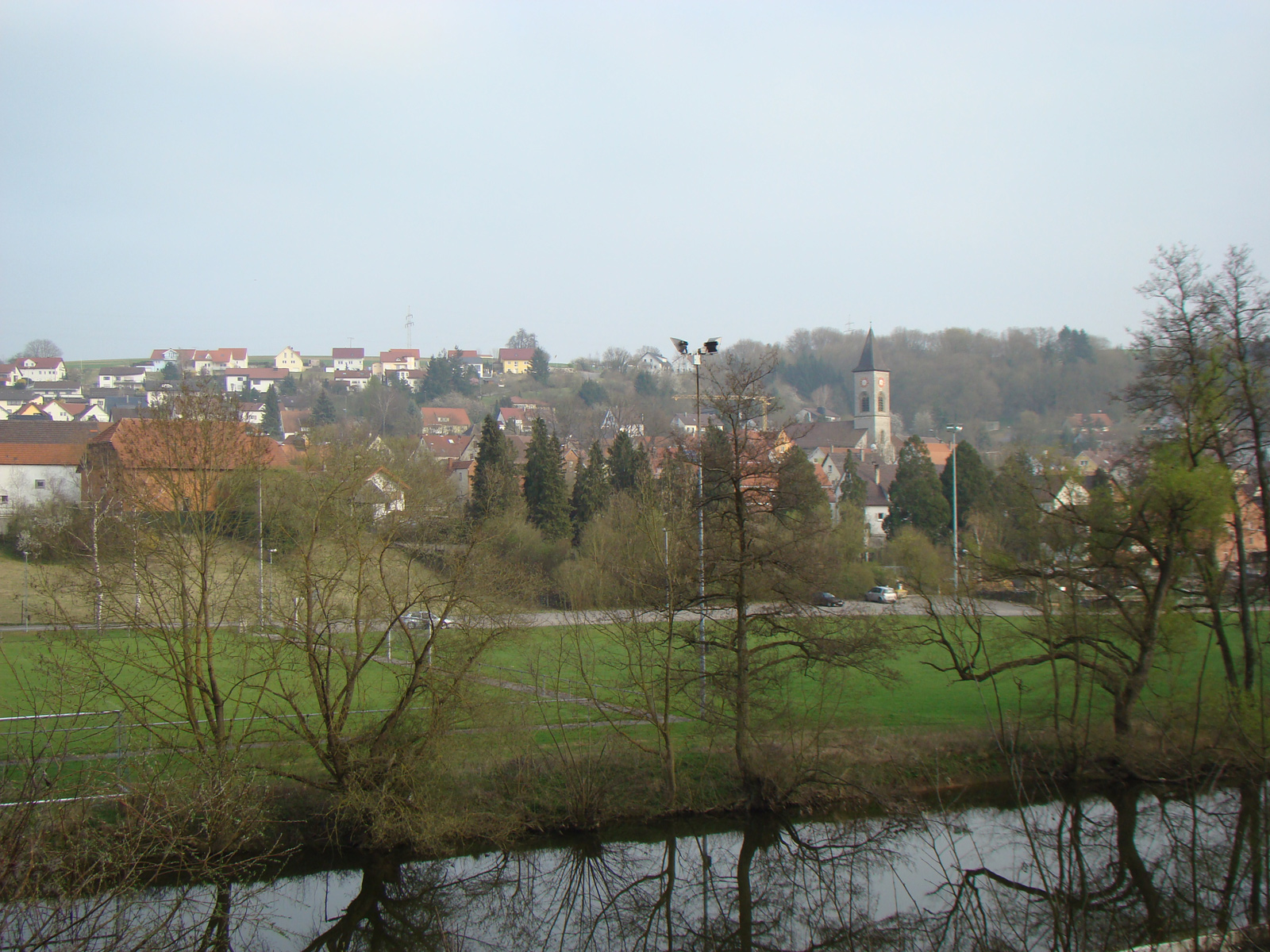
Blick vom Jagstufer auf Züttlingen

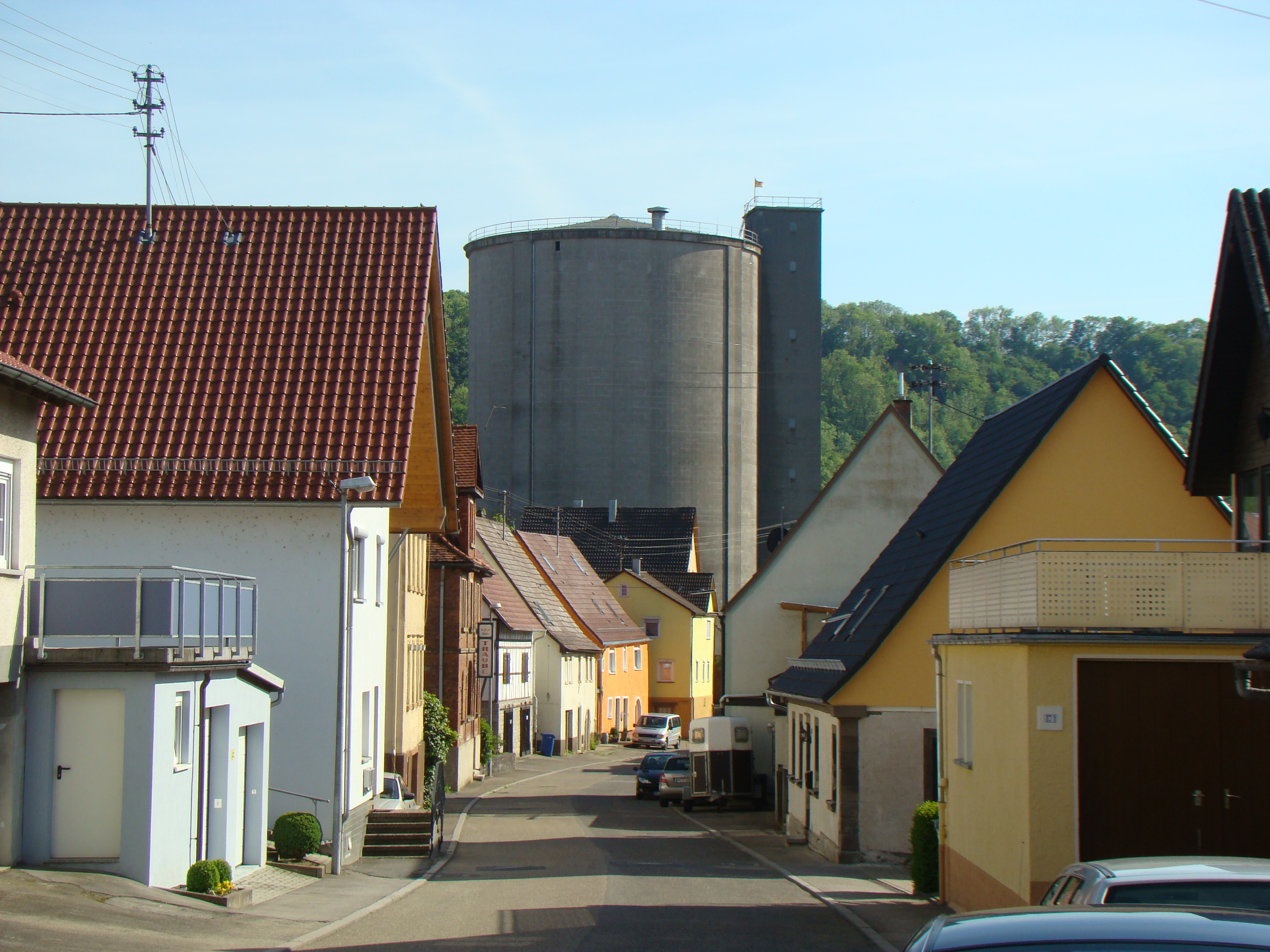
Das Silo der ehemaligen Zuckerfabrik überragt die meisten Gebäude des Ortskerns

Züttlingen wurde unter dem Namen Zutilingen im 8. Jahrhundert anlässlich von Schenkungen an das Kloster Fulda erstmals urkundlich erwähnt. Der Ort war als Reichslehen im Besitz des Bistums Würzburg und des Ortsadels, d. h. der Herren von Zutilingen und der wohl mit ihnen verwandten Herren von Ernstein sowie der Herren von Domeneck. Der Züttlingen-Ernsteinische Teil kam nach vielen Besitzwechseln über die Herren von Helmstatt, die Rüdt von Bödigheim, die Herren von Neudeck, die Herren von Berlichingen und die Echter von Mespelbrunn über Johann Kaspar von Herda schließlich 1676 in den Besitz der Herren von Ellrichshausen. Außerdem waren verschiedene weitere Adelsfamilien und Klöster am Ort begütert, darunter das Haus Hohenlohe, die Herren von Stetten, die Stumpff von Schweinberg, das Kloster Seligental, das Kloster Schöntal und das Chorherrenstift in Möckmühl.
Die Pfarrei in Züttlingen lag seit 1325 beim Stift Mosbach. Im frühen 16. Jahrhundert bestand außerdem auch noch eine eigene Pfarrei in Assumstadt. Unter den Herren von Hartheim wurde 1539 ein evangelischer Pfarrer in Assumstadt angenommen und künftig von dort aus auch Züttlingen kirchlich versorgt, wodurch die Reformation im Ort vollzogen wurde. Das Pfarrhaus befindet sich seitdem in Assumstadt, während die Kirche in Assumstadt kurz vor 1800 abgerissen wurde. Die allein verbliebene alte Kirche von 1580 auf dem Friedhof in Züttlingen hat man in der Mitte des 19. Jahrhunderts wegen Baufälligkeit ebenfalls größtenteils abgerissen, als Ersatz entstand 1857 die heutige Züttlinger Kirche.
Bei der Neuordnung des deutschen Südwestens im Zuge der napoleonischen Kriege kam Züttlingen mit seinen Teilgemeinden 1806 an Württemberg. Die Freiherren von Ellrichshausen haben sich vor allem im 19. Jahrhundert um die Förderung von Land- und Forstwirtschaft auf ihren Gütern in Züttlingen und Assumstadt verdient gemacht. Ludwig von Ellrichshausen (1789–1832) richtete 1828 eine land- und forstwirtschaftliche Lehranstalt in Assumstadt ein, wurde aber noch im selben Jahr zum Direktor der land- und forstwirtschaftlichen Lehranstalt Hohenheim berufen. Friedrich von Ellrichshausen, der das Gut Maisenhälden bewirtschaftet hat, wurde Direktor des landwirtschaftlichen Vereins in Karlsruhe und regte 1837 die Gründung der Zuckerfabrik in Züttlingen an, die bis zu ihrer Stilllegung im Jahr 1971 der bedeutendste Wirtschaftsfaktor des Ortes war.
1933 wurden 672 Einwohner gezählt, 1939 waren es 692 und Ende 1945 waren es 1011. Am 1. Januar 1975 wurde Züttlingen nach Möckmühl eingemeindet. Züttlingen hatte am 31. Dezember 2007 1117 Einwohner.

## Verkehr
Züttlingen liegt an der Frankenbahn von Stuttgart nach Würzburg. Es halten stündlich Regionalbahnen nach Osterburken und Heilbronn, die teilweise nach Stuttgart und Ulm durchgebunden werden.

## Bauwerke

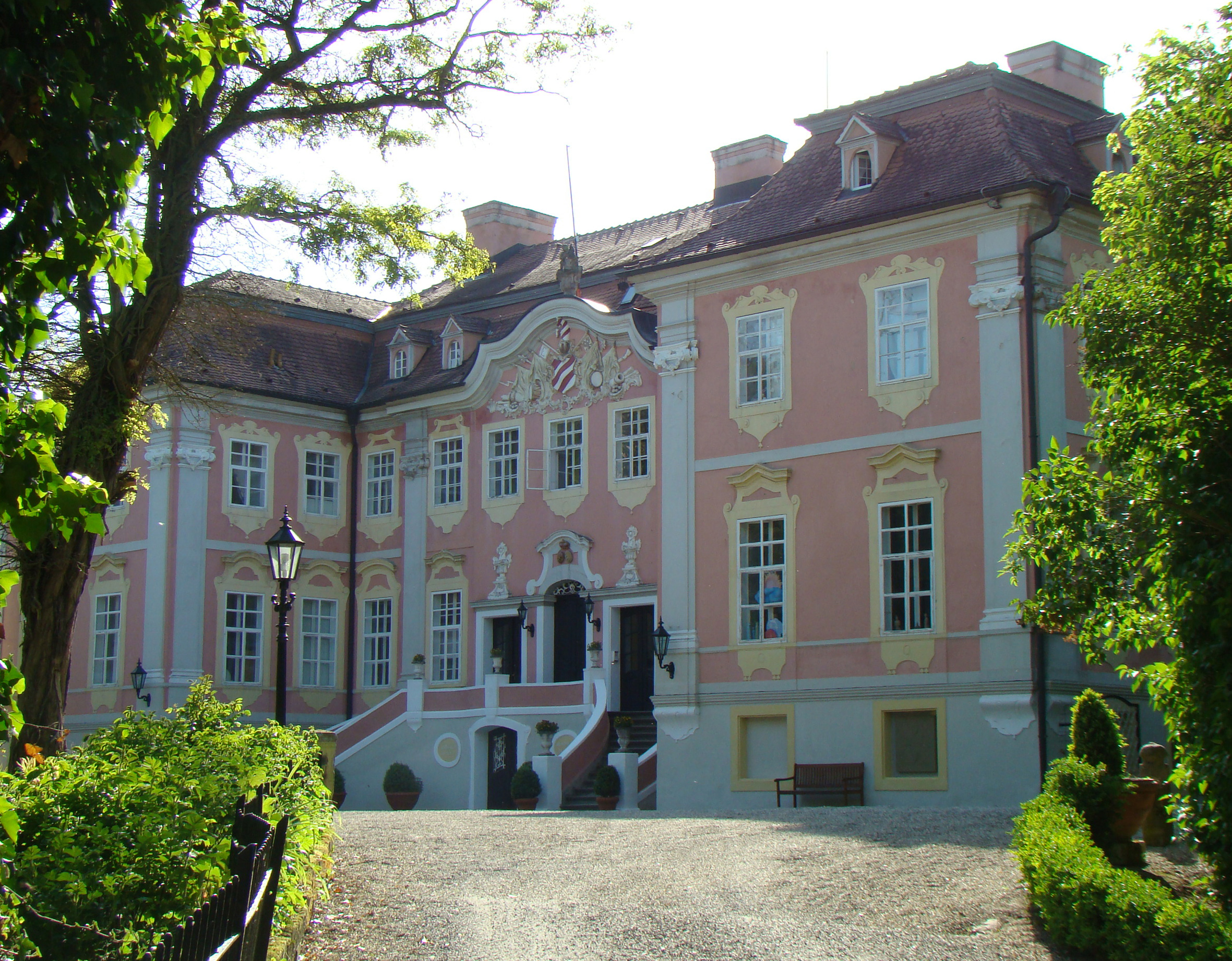
Schloss Assumstadt

- Das barocke Schloss Assumstadt ist von einer großen Parkanlage umgeben. Der Name des Schlosses leitet sich von der einstigen gleichnamigen Siedlung (früher: Asmanstat) südwestlich von Züttlingen ab, von der heute im Wesentlichen nur noch das Schloss zeugt. Das Schloss war ein Geschenk der österreichischen Kaiserin Maria Theresia an ihren ehemaligen Generalfeldzeugmeister Karl Reinhard von Ellrichshausen, dessen Familie seit 1667 die Ortsherrschaft in Assumstadt hatte. Teile der Ausstattung des Schlosses sind Kopien aus Schloss Schönbrunn in Wien.
- Ebenfalls barock ausgestaltet ist Schloss Domeneck, das nordöstlich von Züttlingen auf einem Bergsporn am Jagsttal steht und auf die Burganlage der Tumminge von Domeneck aus dem 13. Jahrhundert zurückgeht. Die Burg wurde 1525 im Bauernkrieg zerstört.
- Die neoromanische evangelische Kirche wurde 1857 von Louis de Millas erbaut.[7] Vom Vorgängerbau von 1580 auf dem Züttlinger Friedhof haben sich Reste des Chores erhalten, der zur Grabkapelle der Freiherren von Ellrichshausen umgebaut wurde.
- Weiterhin befinden sich in Züttlingen ein Schul- und Rathaus von 1874 und die katholische Kapelle St. Lukas von 1883. In einem kleinen Park befindet sich nahe der evangelischen Kirche ein imposantes Kriegerdenkmal für die örtlichen Gefallenen 1914/18, das nach 1945 um die Namen der Toten des Zweiten Weltkrieges ergänzt wurde.
- Die markanteste Landmarke des Ortsteils Züttlingen ist das Silo der ehemaligen Zuckerfabrik, das die meisten Gebäude des Altortes überragt.
- Südlich von Züttlingen befinden sich noch Überreste der Burg Erenstein.

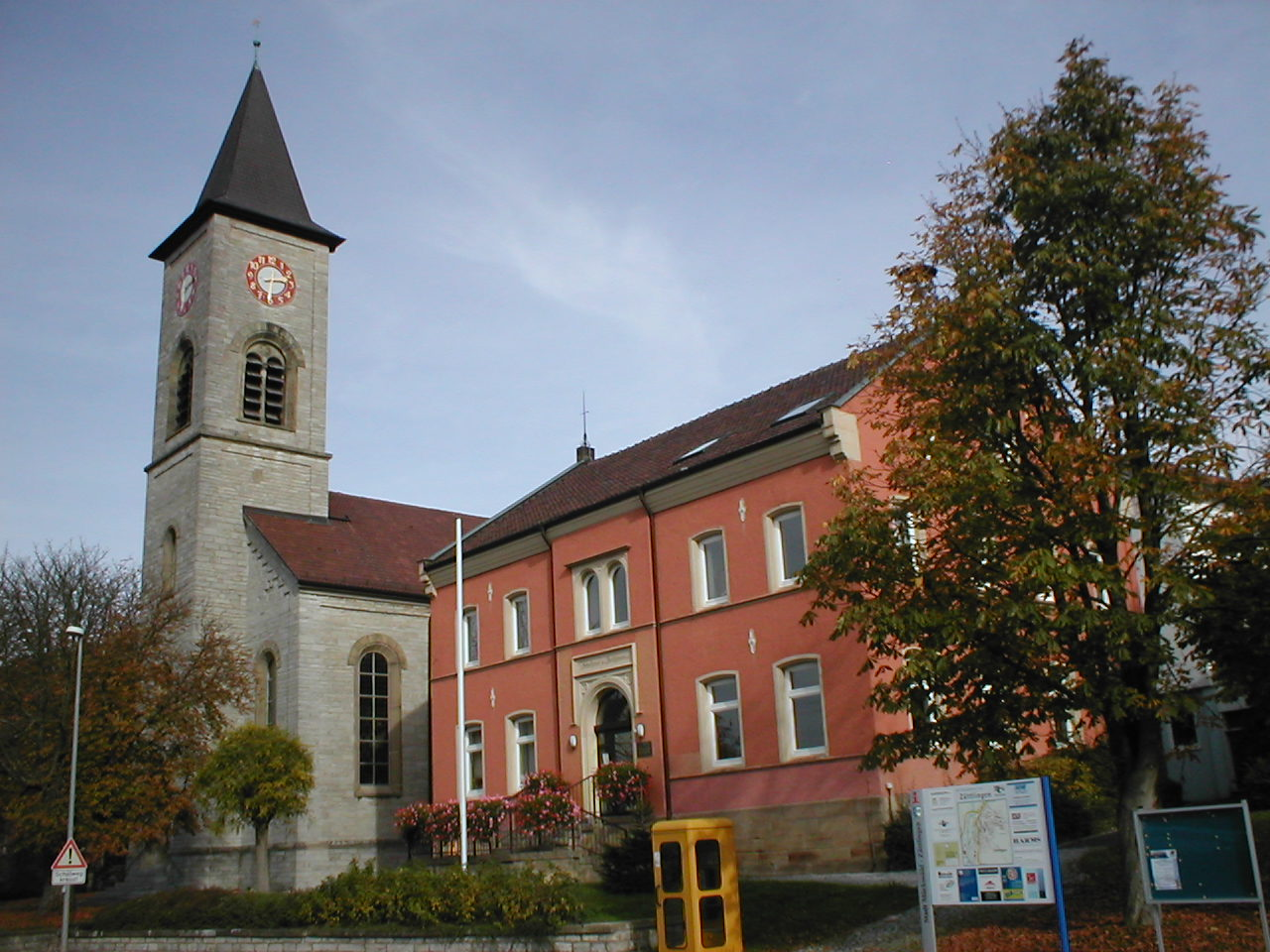
Ev. Pfarrkirche und Rathaus
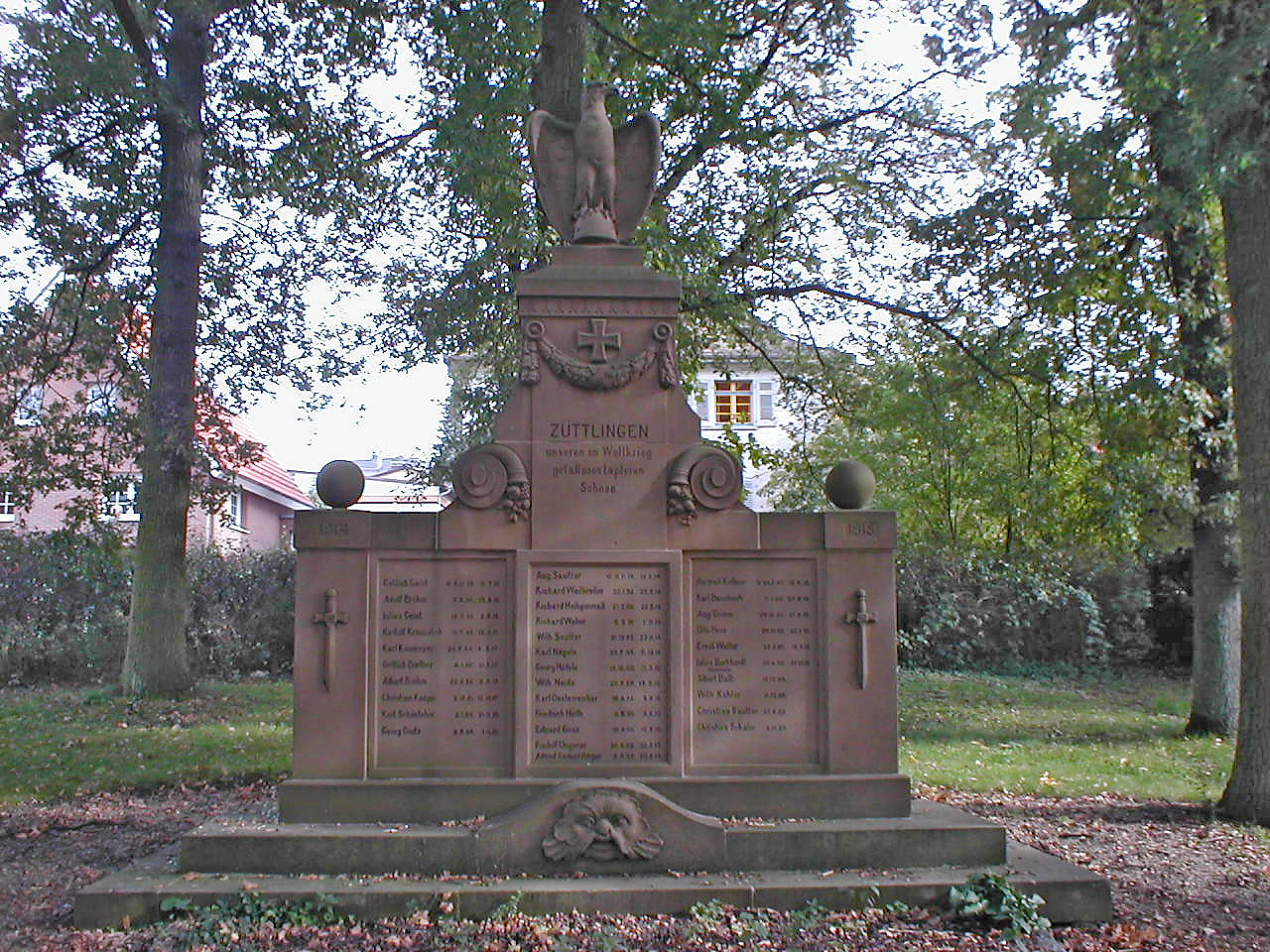
Kriegerdenkmal
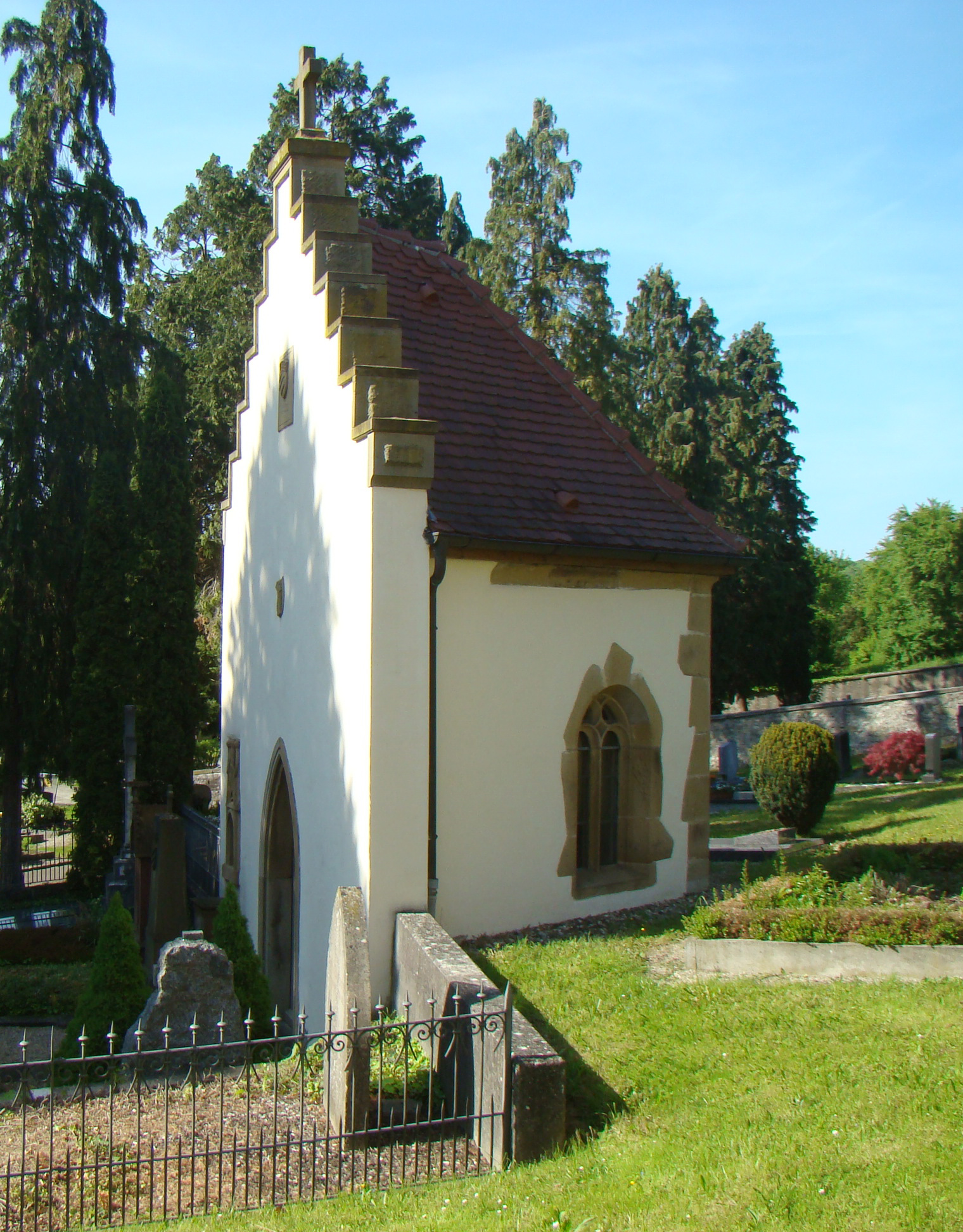
Grabkapelle der Freiherren von Ellrichshausen
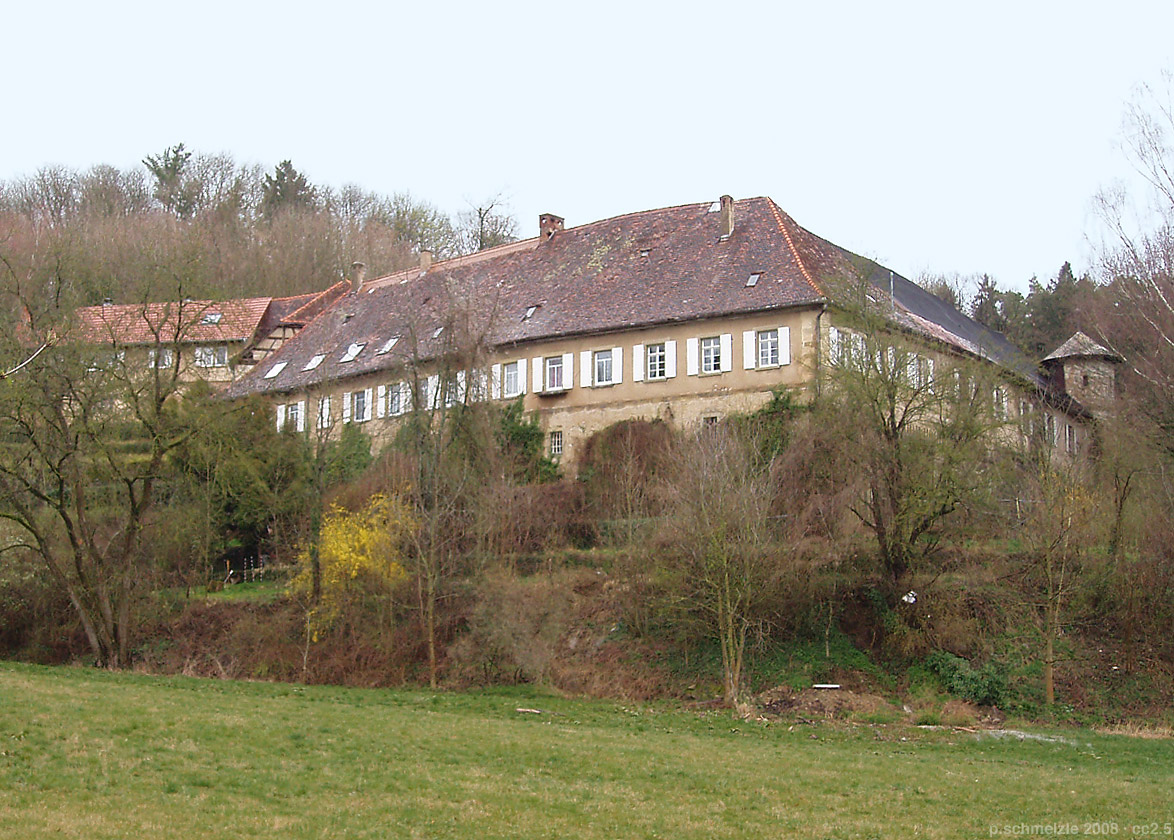
Schloss Domeneck